# Suíça nos Jogos Olímpicos de Verão de 1952
A Suíça competiu nos Jogos Olímpicos de Verão de 1952, realizados em Helsinque, Finlândia.